# Eric Tinkler
Eric Tinkler (ur. 30 lipca 1970 w Roodepoorcie) – południowoafrykański piłkarz występujący na pozycji pomocnika.

## Kariera klubowa
Jest wychowankiem klubu Bidvest Wits. Grał w nim do 1992 roku. Wtedy to podpisał kontrakt z portugalską Vitórią Setúbal. W sezonie 1995/1996 jego zespół zajął 2. miejsce w drugiej lidze portugalskiej, co dało awans do pierwszej ligi. Tam jednak Tinkler nie zagrał, gdyż od następnego sezonu reprezentował barwy włoskiego Cagliari Calcio. W tym zespole grał jednak tylko jeden sezon. W Serie A rozegrał 20 spotkań. W 1997 roku podpisał kontrakt z angielskim klubem Barnsley FC. W Football League One rozegrał blisko 100 spotkań i strzelił 9 bramek. W 2005 roku przeszedł do drużyny Caldas SC. Swą profesjonalną karierę piłkarską kończył w swoim pierwszym klubie – Bidvest Wits. Uczynił to w 2007 roku.

## Kariera reprezentacyjna
Eric Tinkler w reprezentacji RPA zadebiutował w 1994 roku. Grał w niej przez 8 lat. W tym czasie rozegrał 45 spotkań, w których strzelił 1 bramkę. Był także powołany na Puchar Konfederacji 1997 oraz 3-krotnie na Puchar Narodów Afryki: w latach 1996 (gdzie jego zespół zwyciężył jako gospodarz), 2000 (gdzie RPA zajęła 3. pozycję) i 2002.